# Iglesia de Nuestra Señora del Santísimo Rosario de Orani
La Iglesia de Nuestra Señora del Santísimo Rosario de Orani es un Santuario Mariano Diocesano y una iglesia de peregrinación de estilo neoclásico, reconocida por una Bula Papal del Vaticano en 1959, ubicada en la Población, 2112 Orani, Bataan.
El edificio data de la época de la colonización española que se decretó el 22 de agosto de 2004 como un "Dambana ng Paglalakbay" (Santuario del peregrino) por Monseñor Sócrates Villegas B.
Su título fue dado por la gente del pueblo de Samal, Bataan, que dijeron fueron testigos de innumerables milagros que llevaron a la creación de la ciudad y la parroquia de Orani.